# Підземна сублімація корисних копалин
Підземна сублімація корисних копалин (рос. подземная сублимация полезных ископаемых, англ. underground sublimation of minerals; нім. unterirdische Sublimation f von nutzbaren Mineralien) — спосіб розробки родовищ корисних копалин (ртутних і стибієвих руд, колчеданів та ін.) безпосередньо в надрах Землі, що базується на переведенні корисної компоненти з твердої фази в газову. Підземну сублімацію здійснюють шляхом нагріву покладу газоподібним теплоносієм, електричним струмом, високочастотним магнітним полем. На практиці застосовується при видобутку ртуті з ртутьвмісних руд кіноварі. Основною перевагою підземної є можливість отримання порівняно чистої речовини з покладу, недоліком — високі енерговитрати, які стримують промислове застосування способу.